# Khalid Abdalla
Khalid Abdalla (Glasgow, 26 de outubro de 1980) é um ator e ativista britânico de ascendência egípcia.
É famoso por ter participado dos filmes United 93, onde interpreta o terrorista Ziad Jarrah, e Caçador de Pipas, onde interpreta o protagonista Amir.

## Filmografia
Os principais filmes da carreira de Abdalla:
- United 93
- The Kite Runner
- Green Zone